# Labena eremica
Labena eremica är en stekelart som beskrevs av Ian D. Gauld 2000. Labena eremica ingår i släktet Labena och familjen brokparasitsteklar. Inga underarter finns listade i Catalogue of Life.